# 常之英

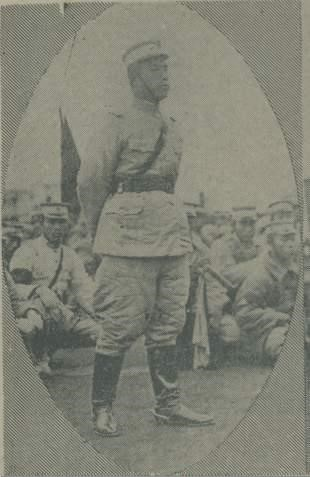
第二十二師常之英司令

常之英（1892年—20世纪？），字采园，山东济宁人， 中华民国政治、军事人物。

## 生平
常之英于1915年毕业于北京政府陆军参谋本部测量学校。1917年，任暂编第一师参谋长。1924年第二次直奉战争期间，任职于张宗昌部。1925年，代理淞沪警察厅长。同年，又任山东省前方警备司令。1926年，出任直鲁联军第二十二师旅长。1927年，授北洋将军府将军称号。同年，历任上海防守司令、直隶省警务处长兼天津警察厅长。1928年离职后寓居于天津。抗日战争期间，历任日本扶植下的山东省公署总务厅长、潍县知事、莱潍道尹、登州道尹、济南道尹、青州特别区行政长官等职。抗战结束后以汉奸罪被捕。1946年，山东省高等法院判处其七年有期徒刑。其后不详。